# Змиевка (река)
Змиевка (Буцера, Бйцуровка, Змейка, Буцура, Малая Вешенная Буцера, укр. Боцюра) — река в Харьковской области. Правый приток Мжи, впадающей в Северский Донец.

## Гидрография
Длина — 2 км, средняя ширина — 1,5 м, средняя глубина — 0,75 м, максимальная глубина — 1,5 м, площадь водной поверхности — 0,3 м²/га.

### Исток
Изначально река была длиннее и брала своё начало от Змиева городища. Это отражено в работе А. Г. Дьяченко и В. К. Михеева, где говорится о пересохшей реке Буцере (Байцуровке, Змейке).

### Характер долины и русла
По воспоминаниям А. И. Криштопы, на начало ХХ в. река ещё представляла собою чистое без всяких зарослей водное зеркало с довольно илистым дном.

## Водный режим
Верховья реки, расположенные у Змиева кургана были отрезаны трассой Харьков-Балаклея, поэтому к 1950 г. питание Змиевки было уже исключительно атмосферным.

## Этимология
На плане войсковой слободы Змиев, составленном в 1767 году, данный водный объект назван Малой Вешенной Буцерой. В «Описании Слободско-Украинской губернии» 1802 г. эта же река названа Зми́евкой. В рукописи А. И. Криштопы «Змиево городище» последовательно употребляется гидроним Буцу́ра и производное от него — Буцурянский ров. Единожды упомянуто название Змейка. В украинском произношении встречается вариант Боцюра.

## История
В Новое время Змиевка выполняла роль крепостного рва, ограждая крепость Змиева с юго-западной стороны. В конце XVIII в. на реке возвели мельничную плотину. Таким образом, образовалась запруда, что видно из планов города Змиева XVIII и XIХ вв.
Остатки мельницы были постепенно разобраны жителями, что привело к обмелению речки. Обнажившееся дно быстро заросло луговой растительностью и стало местом выпаса гусей, которых змиевцы разводили в большом количестве.
Через Буцурянский ров был перекинут мост. Затем на берегу реки создали примитивный стадион. Перед Первой мировой войной 1914—1918 гг. городская дума приняла решение юго-восточную часть побережья Буцеры раздать под постройку жилых домов.

## Использование
Период второй половины ХХ — начала ХХI вв. губительно отразился на уровне воды в реке. Некоторые горожане, чьи домовладения выходят в Змиевке, прорыли в свои огороды оросительные каналы, отведя таким образом значительную часть воды. Другие вывели стоки канализации в реку. Значительной проблемой стало замусоривание русла реки (в районе улицы Широнинцев) пластиковыми бутылками. В результате Змиевка стала представлять собой пересыхающий ручей, который летом почти полностью зарастал луговой травой и камышом.

## Флора и фауна

### Рыбы
В начале ХХ в. река изобиловала карасями (Carassius L.).

### Земноводныеипресмыкающиеся
В самом конце ХХ в. в Змиевке ещё водились тритоны.